# 르비우 포그롬

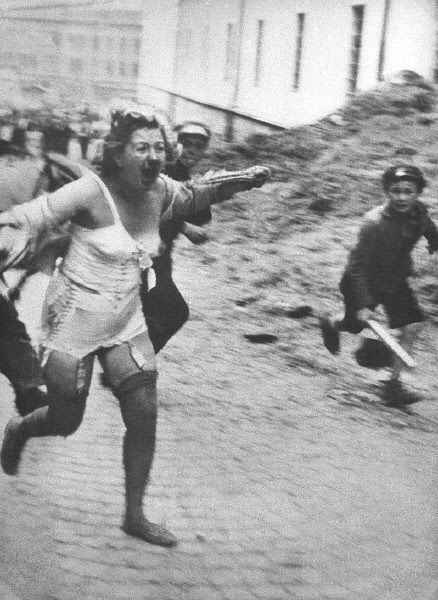
포그롬 중 군중에게 쫓기는 유대인 여성

르비우 포그롬은 독소 전쟁 중이던 1941년 6-7월에 나치 독일 군대가 점령한 르비우 등 서우크라이나 지역에서 발생한 일련의 유대인 학살 폭동(포그롬)들이다. 포그롬은 OUN 등 우크라이나 민족주의자들과 나치 독일의 아인자츠그루펜, 그리고 이에 동조한 르비우 시민들에 의해 자행되었으며, 포그롬과 독일군의 학살로 인해 수천 명의 유대인이 살해되었다.
1941년 6월 독일이 소련을 침공하자 소련의 내무인민위원부(NKVD)는 동유럽에서 철수하는 과정에서 빠른 후퇴를 위해 수만 명의 정치범을 대량 처형하기 시작했고(내무인민위원부 재소자 학살), 르비우의 감옥에서도 수천 명을 처형하고 떠나자 분노한 우크라이나 민족주의자 조직이 유대인에 그 책임을 물어 첫번째 포그롬을 일으켰다. 이후 이어진 여러 학살은 홀로코스트의 일환으로 주로 독일군의 아인자츠그루펜이 주도하였다.

## 같이 보기
- 예드바브네 학살
- 카우나스 포그롬
- 유대볼셰비즘